# Acier à outils

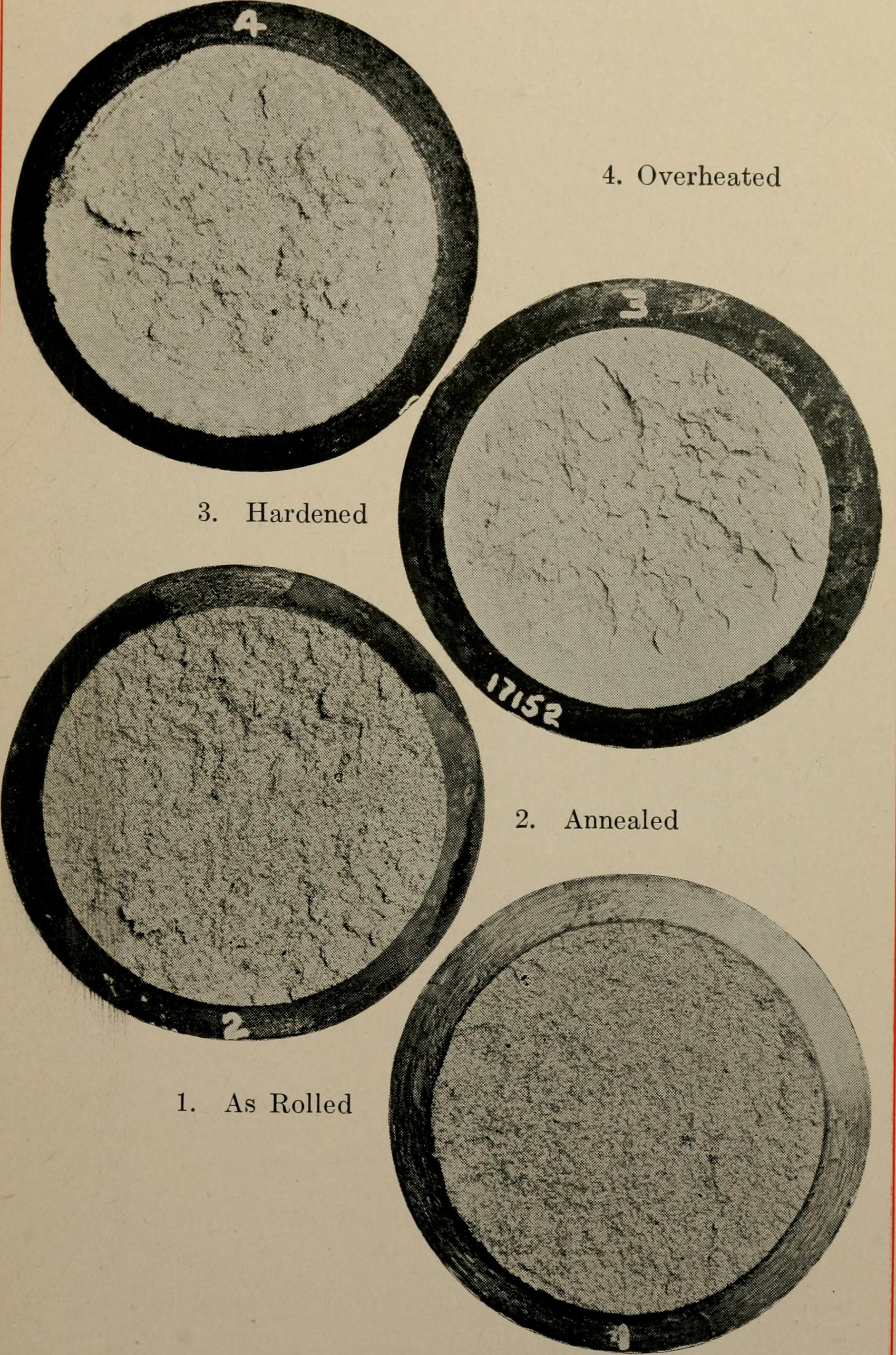

Les aciers à outils, aussi appelés aciers à outil ou aciers outil, sont constitutifs d'outils de mise en forme de matériaux.

## Domaine d'utilisation
Les aciers à outils sont utilisés pour réaliser des opérations de mise en forme de matériaux, dans des domaines très variés, tels que par exemple, le travail du métal à chaud ou à froid, la production de verre, de matières plastiques.

## Performances
Ces aciers se caractérisent par de bonnes propriétés mécaniques générales à des duretés élevées (HRC supérieur à 55)[réf. souhaitée], une bonne résistance à l'usure et aux chocs thermiques, une bonne trempabilité.
On distingue les aciers de travail à froid (travail à température ambiante), les aciers de travail à chaud (travail à température élevée), les aciers rapides (conçus pour les applications à haute température, notamment l'usinage à haute vitesse - par perçage, tournage, fraisage par exemple, d'où la désignation).

## Composition chimique
Pour atteindre les duretés nécessaires, il faut nécessairement des aciers trempés. Ils ont donc une forte teneur en carbone. Parmi les nuances couramment utilisées[réf. souhaitée], citons :
- EN 45WCrV7 (1.2542), AISI S1 ;
- EN 100MnCrW4 (1.2510), AISI O1 ;
- EN X38CrMoV5 (1.2343), NF Z 38 CDV 5 ;
- EN X38CrMoV5-3 (1.2367), NF Z 38 CDV 5-3 ;
- EN X38CrMo16 (1.2316) ;
- EN X40CrMoV5-1 (1.2344), AISI H11 ou H13 ;
- EN X100CrMoV5 (1.2363), NF Z 100 CDV 5, AISI A2 ;
- EN X153CrMoV12 (1.2379), NF Z 160 CDV 12, AISI D2.

Dans la norme américaine AISI, la série O désigne les aciers pour trempe à l'huile (oil), W les aciers pour trempe à l'eau (water), A les aciers pour trempe à l'air, D les aciers ayant 10 à 18 % de chrome pour fonderie sous pression (die casting), S les aciers résistant aux chocs (shock), H les aciers réfractaires (hot).